# Daimiel
Daimiel ist eine zentralspanische Stadt und eine Gemeinde (municipio) mit 17.645 Einwohnern (Stand: 2024) im Zentrum der Provinz Ciudad Real in der autonomen Region Kastilien-La Mancha.

## Lage und Klima
Die Stadt Daimiel liegt am Flüsschen Azuer in der weitgehend ebenen und wasserarmen Landschaft von La Mancha gut 33 km (Fahrtstrecke) nordöstlich der Provinzhauptstadt Ciudad Real bzw. ca. 170 km südlich von Madrid in einer Höhe von ca. 625 m. Das Klima ist gemäßigt bis heiß; der eher spärliche Regen (ca. 405 mm/Jahr) fällt – mit Ausnahme der zumeist eher trockenen Sommermonate – verteilt übers Jahr.

## Bevölkerungsentwicklung
| Jahr      | 1857   | 1900   | 1950   | 2000   | 2021   |
| Einwohner | 12.505 | 11.825 | 20.204 | 17.276 | 17.771 |

Trotz der Mechanisierung der Landwirtschaft, der Aufgabe bäuerlicher Kleinbetriebe („Höfesterben“) und dem daraus resultierenden Verlust von Arbeitsplätzen ist die Bevölkerung der Gemeinde in der zweiten Hälfte des 20. Jahrhunderts nur leicht gesunken.

## Wirtschaft
Wichtigste Produkte der Region waren Getreide, Wein, Oliven und Mandeln. In geringem Umfang wurde früher auch Viehzucht (v. a. Schafe, Ziegen und Schweine) betrieben; Esel wurden als Tragtiere gehalten. Dieser Zustand änderte sich erst mit der Mechanisierung der Landwirtschaft und dem Ausbau der Infrastruktur im 20. Jahrhundert, zu der mittlerweile auch die Anschlüsse an die Autovía A-43 (ca. 10 km nördlich) und an die Schnellstraße CM-42 (ca. 3 km südlich) gehören. Heute dominiert der Weinbau (vor allem die Rebsorte Airén). In der Stadt selbst haben sich Händler, Handwerker und Dienstleister aller Art angesiedelt.

## Geschichte
Wahrscheinlich war die Gegend schon in der Bronzezeit besiedelt; jedenfalls deuten einige Erdhügel (motillas) darauf hin. Aus römischer und westgotischer Zeit sind kaum Funde erhalten. Im 8. Jahrhundert drangen arabisch-maurische Heereseinheiten bis in den Norden der Iberischen Halbinsel vor. Nach der Rückeroberung (reconquista) Toledos (1085) und vor allem nach der gewonnenen Schlacht bei Las Navas de Tolosa (1212) fielen auch die weiter südlich gelegenen Gebiete in christliche Hand; der Ort wurde dem Calatravaorden übergeben (siehe Stadtwappen). Im 16. und 17. Jahrhundert erlebte die Stadt  eine wirtschaftliche und kulturelle Blütezeit. Daimiel erhielt im Jahr 1887 von der Regentschaftskönigin Maria Christina von Österreich den Titel einer Stadt (ciudad). Bei dem Eisenbahnunfall von Daimiel fuhr am 9. Dezember 1866 die einzeln fahrende Pilot-Maschine vor dem Hofzug von Königin Isabella II. von Spanien im Bahnhof von Daimiel in eine Menschenmenge, die im Gleis stand; dabei kamen sieben Menschen ums Leben.

## Sehenswürdigkeiten

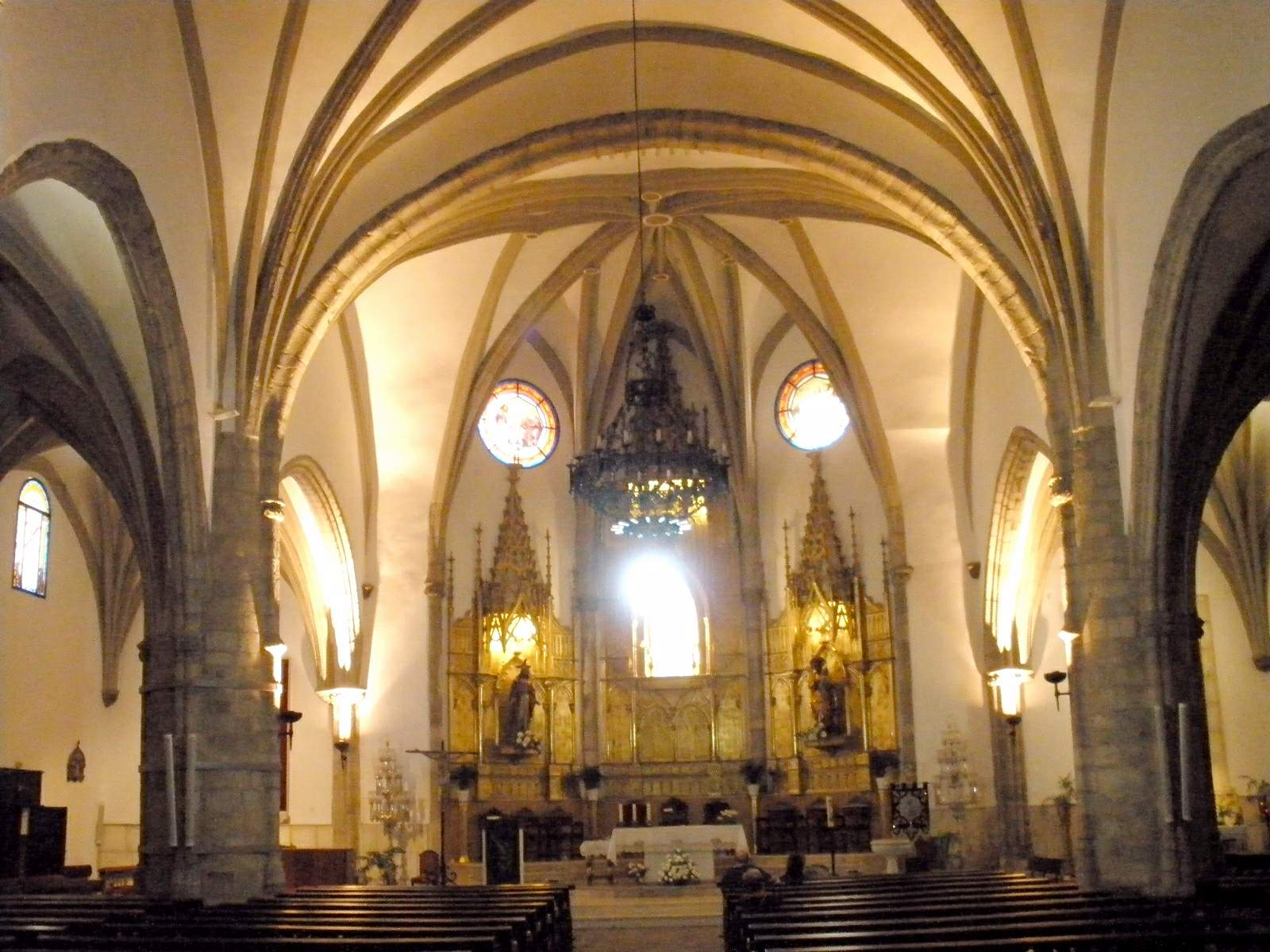
Iglesia de Santa María la Mayor

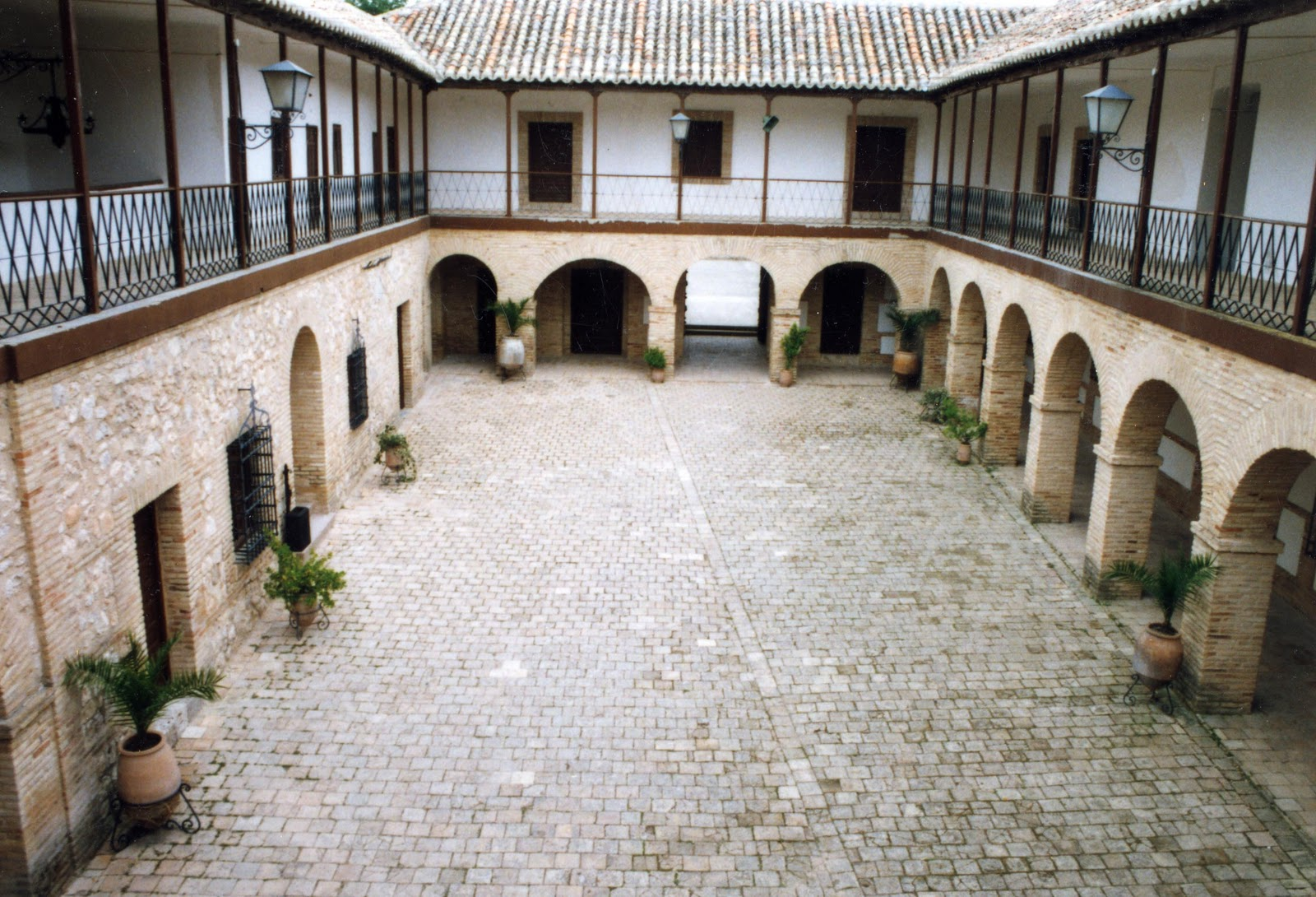
Innenhof des Santuario Virgen de las Cruces

- Die Plaza de España mit ihrem über tausendjährigen Olivenbaum ist das Zentrum des Ortes. Die umstehenden Häuser wurden im ausgehenden 19. Jahrhundert erneuert und mit damals modernen Metallstützen (soportales) versehen.
- Mit dem Bau der Iglesia de Santa María la Mayor wurde auf Anregung und mit finanzieller Unterstützung des Calatravaordens noch im 14. Jahrhundert begonnen. Das dreischiffige Innere der Kirche wird von Rippengewölben überspannt, die – zusammen mit mehreren Spitzbögen – der Kirche ein gotisches Gepräge verleihen. Während des Spanischen Bürgerkriegs gingen die ursprünglichen Schnitzaltäre (retablos) verloren.[5]
- Wegen der wachsenden Bevölkerung entstand um die Mitte des 16. Jahrhunderts die ebenfalls dreischiffige Iglesia de San Pedro Apóstol, deren Stützen und Gewölbe deutlich schlanker sind als die der Hauptkirche Santa María la Mayor. Auch hier ging die ursprüngliche Ausstattung der Kirche in den Bürgerkriegsjahren verloren.[6]
- Die Iglesia de la Paz war die Kirche des Karmeliterinnen-Ordens und zeigt im Äußeren eine typische Gestaltung im Mudéjar-Stil. Das Innere wurde im 18. Jahrhundert in einem eher schlichten Barockstil modernisiert.[7]
- Mehrere Kleinkirchen und Kapellen (ermitas) bereichern das Ortsbild.

Umgebung
- Das auf eine angebliche Marienerscheinung des Jahres 1465 zurückgehende Santuario Virgen de las Cruces liegt ca. 12 km westlich des Ortes. Es entstand wohl schon im 14. Jahrhundert auf Initiative des Calatravaordens, wurde jedoch in den folgenden Jahrhunderten immer wieder verändert. Die einschiffige, aber mit Seitenkapellen versehene Kirche hat ein Tonnengewölbe mit Lünettenfenstern; künstlerischer Höhepunkt ist ein Camarín hinter dem Altar, in dem die Kleidung des Gnadenbildes sowie Votivgaben aufbewahrt werden. Eine Pilgerherberge mit einem schlichten, aber dennoch eindrucksvollen Innenhof (patio) ist eine Hinzufügung des 18. Jahrhunderts.[8]
- Ca. 14 km östlich des Ortes befindet sich die interessante archäologische Stätte der Motilla del Azuer.

## Persönlichkeiten
- Agustín Díaz de Mera García Consuegra (* 1947), Politiker